# Laïka russo-européen
Pour les articles homonymes, voir Laïka (homonymie).
Le laïka russo-européen est une race de chien d'origine russe. C'est un chien de type spitz, sélectionné comme chien de chasse polyvalent adapté aux terrains de la Russie européenne. La race est populaire en Russie.

## Historique
Le berceau de la race se situe sur les régions septentrionales de la Russie sur les régions du Komi, de l'Oudmourtie, Arkhangelsk, Iaroslavl, Tver et Moscou. La première mention de ce chien nordique se trouve dans L’Album des chiens de traîneau nordiques – Laika de Alexei Alexandrovich Shirinsky-Shikhmatov en 1895 : les chiens mentionnés dans cet ouvrage s’appelaient les laikas cheremis et zyrianskiy. En 1947, les différents chiens des régions ci-dessus ont été réunis en une seule et même race : le laïka russo-européen. Le standard officiel est approuvé en 1952.

## Standard

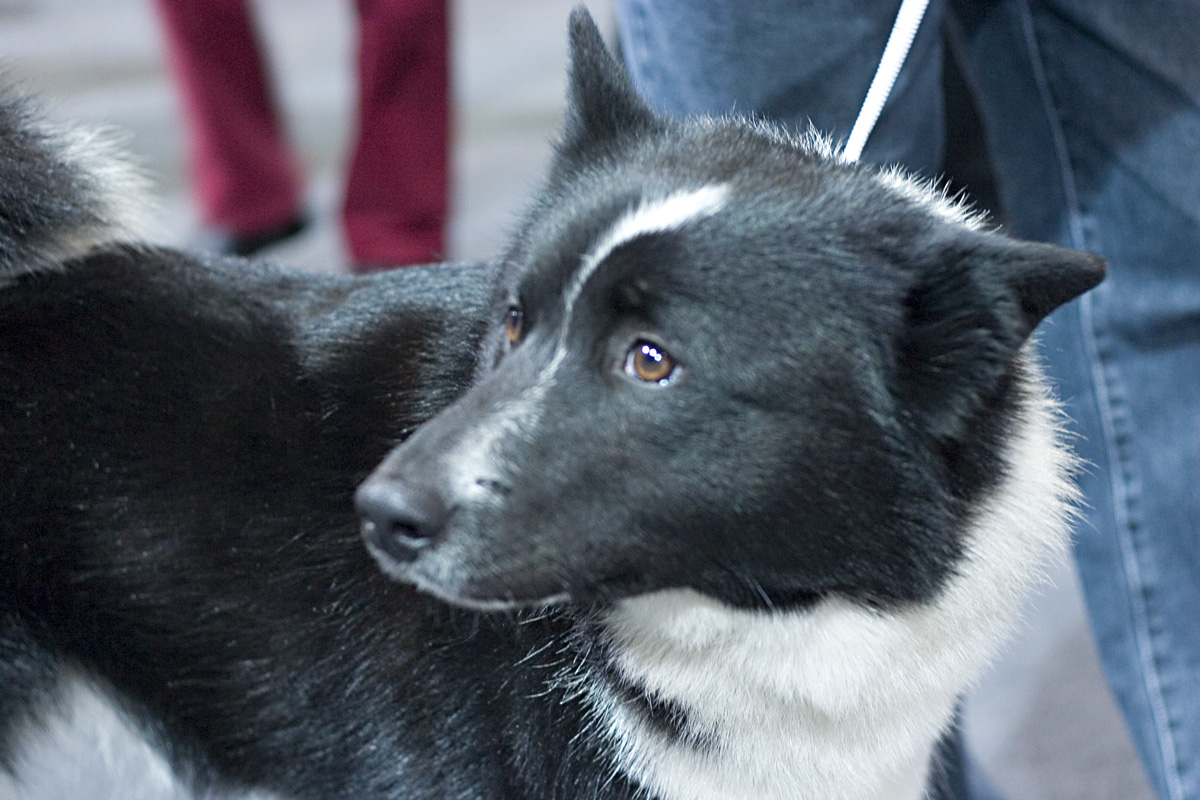
Portrait d'un laïka russo-européen mâle.

De grandeur moyenne, le laika russo-européen est un chien de type spitz sec et de constitution moyenne à forte, à l'ossature solide et la musculature bien développée. Le corps s'inscrit dans un carré ; cependant, la longueur du corps peut être légèrement supérieure à la hauteur au garrot. En forme de faucille ou enroulée, la queue est portée sur le dos ou sur l’arrière des cuisses. Le dimorphisme sexuel est bien prononcé. La tête est en forme de coin. Pas très grands, les yeux sont ovales, placés modérément en oblique et de couleur marron foncé ou marron. Les oreilles dressées sont de petite taille et de forme triangulaire. 
Le poil de couverture est dur, droit, avec un sous-poil bien développé. Sur la tête et les oreilles, le poil est court et bien couché. Au cou, au garrot et sur les épaules le poil est plus long et forme sur les joues des favoris et autour du cou une collerette. Les couleurs les plus typiques sont le noir avec du blanc, ou le blanc avec du noir. Le noir unicolore ou le blanc unicolore sont aussi courants. 

## Caractère
Le laïka russo-européen est décrit dans le standard FCI comme un chien de tempérament sûr et équilibré.

## Utilité
Le laïka russo-européen est un chien de chasse polyvalent à l'odorat très développé.